# Antonio Esposito
Antonio Esposito (18 de novembro de 1994) é um judoca italiano. Competiu nos Jogos Olímpicos de Verão de 2024 em Paris na categoria até 81Kg. Perdeu a semi-final para o japonês Takanori Nagase e a disputa pelo bronze para o tajique Somon Makhmadbekov
Venceu o Campeonato do Mundo de Juniores Sub-21 em 2013, em Ljubljana. Em 2014, venceu o Campeonato da Europa de Sub-23 e, em 2015, terminou com a prata. Antonio venceu o Grande Prémio da Alta Áustria, em Linz, em 2024. Conquistou uma medalha de bronze no Grande Prémio de Zagreb em 2017. Ganhou o bronze no Campeonato da Europa de 2018, em Telavive. Conquistou uma medalha de bronze no Grande Prémio de Haia em 2018. Conquistou uma medalha de bronze no Grande Prémio de Budapeste em 2022. Terminou com o bronze no Grand Slam de Baku 2023.